# Археологічний з'їзд
Археологі́чні з'ї́зди — з'їзди археологів дореволюційної Росії, присвячені висвітленню результатів археологічних досліджень.
Археологічні з'їзди скликалися Московським археологічним товариством. Під час Археологічних з'їздів влаштовувалися спеціальні виставки, експонатами яких поповнювалися місцеві музеї, зокрема виставка XI археологічного з'їзду стала базою для створення Київського історичного музею.
Підготовкою археологічних з'їздів, координацією всієї науково-дослідної і пошуково-експедиційної роботи, а також організаційною роботою керували «попередні комітети». В їх обов'язки входило:
- а) розробка програм та правил роботи чергового з'їзду;
- б) розробка тематики орієнтовних доповідей та повідомлень на з'їзді;
- в) підготовка виставки пам'яток на з'їзді;
- г) підготовка до видання і публікація матеріалів до з'їздів (доповідей, повідомлень, звітів науково-пошукових експедицій, археологічних розкопок, програм, анкет), а також каталогів та покажчиків виставок з'їздів.

У багатьох губернських та університетських містах під час підготовки до археологічних з'їздів створювалися відділи комітетів. Завдяки діяльності попередніх комітетів, до складу яких входили відомі вчені, письменники, поети, громадські діячі, процес дослідження старожитностей, їх виявлення, збір, охорона став цілеспрямованим, різнобічним, власне науковим.
3 листопада 1873 Міністерство народної освіти затвердило Правила з'їзду, які визначили права й обов'язки ради та секретарів з'їзду. Роботу з'їздів розділяли на вісім від.:
1. первісні старожитності;
2. історична географія й етнографія;
3. пам'ятки мистецтва і малярства;
4. побут домашній і громадський на Русі та в слов'янських народів;
5. побут церковний;
6. російська й слов'янські мови та писемність;
7. старожитності класичні, візантійські і західно-європейські;
8. старожитності східні.

Фундаментальне видання матеріалів археологічних з'їздів — «Труды», які до наших днів зберігають наукову цінність. Усього видано 37 томів, із них 16 присвячені з'їздам, що відбувалися в Україні. Вони вміщували праці загальнотеоретичного характеру, підсумки археологічних розкопок та історико-етнографічних експедицій, наукові розвідки про різноманітні пам'ятки, звіти про хід обговорень на з'їздах доповідей і рефератів. Друкувалися також підготовчі матеріали, протоколи засідань попередніх комітетів, програми з'їздів, покажчики виставок. Окремо видавались «Известия», які містили відомості про роботу археологічних з'їздів, спеціальні випуски — «Атласы к трудам».
Усього Московським Археологічним товариством спільно з місцевими і культурно-освітніми установами, було проведено 15 АЗ, з них — шість в Україні. Це: ІІІ (1874) і ХІ (1899) — у Києві; VI (1884) — в Одесі; ХІІ (1902) — у Харкові; ХІІІ (1905) — у Катеринославі; XIV (1908) — у Чернігові.

## Третій Археологічний з'їзд в Києві
Перший з'їзд, що відбувся на території України — III Археологічний з'їзд, був проведений у Києві 1874 р. Рішення про проведення III АЗ у Києві було ухвалене на заключному засіданні учасників II АЗ в Петербурзі 1871 р. Київ на той час був не тільки великим науковим центром, але і основним із об'єктів історико-археологічного дослідження. Жодне з давньоруських міст не мало тоді настільки добре розробленої джерельної бази. Саме ці обставини і визначили вибір Києва місцем проведення чергового АЗ. Центром підготовки з'їзду з самого початку став Київський університет Св. Володимира.

## Шостий Археологічний з'їзд в Одесі
Наступний, шостий за порядком АЗ в Україні, проводився у 1884 р. в Одесі, його відкриття відбулося 15 серпня 1884 року і продовжувалося до 1 вересня. Ініціатива скликання АЗ в Одесі належала раді Новоросійського університету, який зобов'язувався взяти на себе усі підготовчі роботи. Місто на той час стало одним із ведучих центрів археологічних досліджень, особливо класичних старожитностей, генуезьких, татарських та турецьких пам'яток.

## Одинадцятий Археологічний з'їзд в Києві
У серпні 1899 року у Києві відбувся XI АЗ. Важливим чинником вибору Києва для проведення цього форуму був великий науковий та організаційний успіх попереднього київського з'їзду у 1874 році. Відомий науково-літературний журнал «Киевская старина» у лютому 1897 року відкрив рубрику «К XI Археологическому сьезду в Києве», де друкувалися матеріали про хід підготовчих робіт з'їзду, протоколи засідань відділів Підготовчого Комітету. Слід зазначити, що серед учасників з'їзду, а їх було 471, були присутні делегати, які були учасниками ще III-го АЗ 1874 року. Серед них такі, як: В. Б. Антонович, В. С. Іконніков, П. О. Лошкарьов, П. Г. Житецький, Д. Я. Самоквасов, Д. І. Іловайський, М. І. Петров, Ф. Т. Міщенко та ін. На з'їзд прибули вчені з різних країн та міст: Праги, Будапешту, Софії, Кракова, Відня, Парижу, Сараєва, Вашингтону, Кенігсбергу.

## Дванадцятий Археологічний з'їзд у Харкові
Наступний XII АЗ було вирішено провести у Харкові 1902 р. Харківський з'їзд тривав з 15 до 27 серпня 1902 р. його засідання проходили у приміщенні Харківського університету. Наприкінці роботи з'їзду традиційно була організована велика, на сім розділів виставка пам'яток (стародруків, рукописів, пам'яток археології, ікон, картин тощо), яка згодом стала основою Харківського музею старожитностей і мистецтва. З'явилось друком декілька каталогів та альбом виставки, які й сьогодні представляють великий інтерес для науковців.

## Тринадцятий Археологічний з'їзд у Катеринославі
Наступний, ХІІІ АЗ було вирішено провести у Катеринославі у 1905 році. Робота XIII АЗ тривав з 15 до 22 серпня за участі 239 членів. Робота з'їзду була розділена на 11 відділень, серед яких найрезультативнішим виявилось відділення первісних старожитностей під головуванням Е. Р. Штерна. Саме тут пролунали доповіді В. О. Городцова, Е. Р. Штерна, В. О. Бабенка, В. В. Хвойка, Д. І. Яворницького, які увійшли до скарбниці української археології. Вагоме надбання XIII АЗ — виставка, яка складалася з археологічних, етнографічних, мистецьких колекцій та Каталог цієї виставки, підготований А. А. Скриленком та К. М. Мельник. Майже всі експонати були покладені в основу експозиції, створеного напередодні відкриття АЗ міського музею ім. О. Поля.

## Чотирнадцятий Археологічний з'їзд у Чернігові
У серпні 1908 року у Чернігові відбувся XIV АЗ, присвячений тисячоліттю літописного повідомлення про Чернігів — був останнім з'їздом, який проводився в Україні. Провідна роль в організації та проведенні XIV АЗ належала Д. Я. Самоквасову, який багато зусиль доклав на його підготовку. Вчений надав особисту фінансову підтримку з'їзду, на його кошти були видані матеріали Чернігівського Підготовчого Комітету та частково «Праці» АЗ. У роботі XIV АЗ, який тривав з 1 по 12 серпня взяли участь 282 делегати від різних наукових товариств.
Отже, це був останній АЗ, проведений в Україні. Він завершив певний етап послідовних масштабних досліджень значної території України в археологічному, мистецькому, етнографічному, історико-географічному, церковному плані такими специфічними формами наукової роботи як АЗ.

## Значення
Археологічні з'їзди сприяли реставрації багатьох пам'яток архітектури, збору рукописів, стародруків, історичних документів, древніх ікон та інших церковних пам'яток, картин, монет тощо, що дало можливість поповнити новими експонатами багато музеїв, а також створити нові музеї. Важливу роль у справі підготовки, проведення археологічних з'їздів в Україні відіграли українські вчені В. Антонович, М. Біляшівський, В. Іконников, О. Лазаревський, М. Петров, В. Ляскоронський, П. Лебединцев та ін.